# 大分県道615号松浦米水津線
大分県道615号松浦米水津線（おおいたけんどう615ごう まつうらよのうづせん）は、大分県佐伯市を通る一般県道である。

## 概要
佐伯市鶴見大字地松浦から、同市米水津大字浦代浦に至る。
鶴見半島を横断し北側の佐伯市鶴見地区中心部と同市米水津地区を結ぶ道路である。1,651.6 mの鶴御崎トンネルが大部分を占める。
開通当時は町村道であったが後に県道となった。

### 路線データ
- 起点：大分県佐伯市鶴見大字地松浦（大分県道604号梶寄浦佐伯線交点）
- 終点：大分県佐伯市米水津大字浦代浦（大分県道501号色宮港木立線交点）
- 総延長：2.4 km

## 路線状況

### 道路施設

#### トンネル
- 鶴御崎トンネル：延長1,651.6 m、1975年（昭和50年）竣工、佐伯市

## 地理

### 通過する自治体
- 佐伯市

### 交差する道路
| 交差する道路              | 交差する場所     | 交差する場所 |
| ------------------------- | ---------------- | ------------ |
| 大分県道604号梶寄浦佐伯線 | 鶴見大字地松浦   | 起点         |
| 大分県道501号色宮港木立線 | 米水津大字浦代浦 | 終点         |

### 沿線
- 佐伯市立鶴見中学校
- 佐伯市鶴見地区公民館
- 佐伯市鶴見振興局
- 佐伯市米水津振興局
- 佐伯市米水津地区公民館
- 佐伯市立米水津中学校